# Martin Škrtel
Martin Škrtel (født 15. december 1984 i Handlová, Slovakiet) er en tidligere slovakisk fodboldspiller, der har spillet i centerforsvaret for den engelske Premier League-klub Liverpool FC. hvortil han skiftede i 2008.